# 朱平江
朱平江（？—），男，中华人民共和国政治人物，武警少将。

## 生平
曾仼武警新疆总队南疆指挥部主任，2017年6月，任武警兵团指挥部（2017年10月整编为武警兵团总队）司令员。2021年7月，任四川省军区司令员。

## 軍階晉升
2018年7月，晋升武警少将警衔。